# Tonight (Lied)
Tonight war die dritte Singleauskopplung des dritten Studioalbums der amerikanischen Band Jonas Brothers. Der Song erschien am 4. Januar 2009, stieg jedoch bereits im August 2008 in die Charts ein. Bekanntgegeben wurde die Veröffentlichung der Single während der American Music Awards im November 2008.

## Entstehung und Inspiration
Während des iTunes Podcasts Jonas Brothers Countdown to A Little Bit Longer zur Veröffentlichung des dritten Albums der Band sagte Nick Jonas Folgendes:

„Im Song geht es darum, mit jemandem in einer Beziehung zu sein und mit diesem in Streit zu geraten, welcher sich nicht in dieser Nacht beseitigen lässt. (Das Lied) ist eines meiner Lieblingslieder des Albums.“

„This song is about being in a relationship with somebody and getting into arguments that will not work out that night. It's also one of my favorite songs on the album.“

## Musikvideo
Das Musikvideo wurde von Bruce Hendricks gedreht, er war als Regisseur sowohl für das Video als auch für den 3D-Konzertfilm Jonas Brothers: The 3D Concert Experience der Band tätig. Im Video sind Ausschnitte aus ebendiesem Film zu sehen: Live-Mitschnitte des Stückes sowie einige Backstage-Szenen.

## Charts und Chartplatzierungen
Der Musiktitel erreichte durch einen Werbedeal mit iTunes bereits im August 2008 durch Downloads die Billboard-Charts Amerikas, obwohl er zu diesem Zeitpunkt noch nicht offiziell veröffentlicht wurde (siehe: A Little Bit Longer). Nach der Veröffentlichung des Soundtracks zu ihrem 3D-Konzertfilm erreichte das Lied erneut die Charts und stieg bis auf Platz 71. In Amerika erreichte er Platz acht und ist seitdem hinter Burnin’ Up die bisher erfolgreichste Single der Band. In den amerikanischen Download-Charts platzierte sich das Lied sogar auf Rang 2, in Kanada auf Platz 13.
| ChartsChartplatzierungen       | Höchstplatzierung | Wochen |
| ------------------------------ | ----------------- | ------ |
| Vereinigte Staaten (Billboard) | 8 (4 Wo.)         | 4      |

## Rezeption
Ken Barnes von USA Today nannte den Musiktitel ansteckend. Glenn Gamboa von Newsday verglich das Lied mit der Musik der amerikanischen Band Fall Out Boy, da der Song geschmeidiger, energiereicher gute-Laune Pop ist.

## Nick Jonas & the Administration Cover

### Versionen
Die Coverversion des Liedes erschien auf dem Debütalbum der Band, Who I Am, wurde jedoch nicht als Single veröffentlicht. Auf dem Live-Album ist der Song als Live-Version zu hören. Die Akustik-Version spielte die Band bei der Radio Disney Total Access Weekend-Show.
- Tonight (Album Version)[5] – 4:19
- Tonight (Live Version)[6] – 5:47
- Tonight (Akustik Version)[7] – 3:37

### Live-Auftritte
Nick Jonas & the Administration spielten den Titel erstmals während ihrer Who I Am Tour, die 2010 stattfand. Später spielte die Band den Song während verschiedener Shows auch als Akustik-Version.